# Cristian Ansaldi
Cristian Daniel Ansaldi (Rosario, 20 settembre 1986) è un ex calciatore argentino, di ruolo difensore.

## Biografia
Nel 2018 Ansaldi finanziò la realizzazione di una biblioteca all'interno di una scuola elementare della sua città natale, Rosario, caratterizzata da una forte influenza calcistica per accentuare il legame tra letteratura e sport. L'inaugurazione avvenne il 21 agosto ma Ansaldi partecipò via Skype a causa dell'inizio della stagione calcistica. Attualmente vive a Chivasso, in Italia.

## Caratteristiche tecniche
Di ruolo terzino, può giocare su entrambe le fasce. Può giocare anche come esterno di centrocampo.

## Carriera

### Club

#### Gli inizi
Dopo gli esordi in Argentina con la maglia del Newell's Old Boys, ha militato nel campionato russo con il Rubin Kazan e lo Zenit San Pietroburgo, per un totale di 137 presenze e 3 reti, la vittoria di due campionati e tre Supercoppe di Russia. Trascorre la stagione 2014-15 in prestito all'Atlético Madrid, con cui vince la Supercoppa di Spagna, prima di trasferirsi al Genoa per la stagione successiva. Esordisce in Serie A il 28 ottobre, nel pareggio per 3-3 contro il Torino.

#### Inter
Nell'estate 2016 viene acquistato dall'Inter. Dopo pochi giorni patisce in allenamento una distorsione al ginocchio sinistro che lo costringe a star fuori dai campi per un mese. Il debutto ufficiale con la maglia nerazzurra avviene il 29 settembre 2016 nel match di Europa League perso per 3-1 contro lo Sparta Praga, subentrando nella ripresa a D'Ambrosio. Pochi giorni dopo Ansaldi fa il suo esordio anche in campionato, partendo titolare nella partita persa 2-1 contro la Roma.

#### Torino
Il 31 agosto 2017 passa al Torino in prestito biennale, con obbligo di riscatto in caso di 40 presenze fissato a 4 milioni di euro. Esordisce in maglia granata il 20 settembre 2017 in occasione della gara esterna contro l'Udinese, vinta per 3-2. Quando, all'inizio del girone di ritorno, Walter Mazzarri sostituisce Siniša Mihajlović sulla panchina granata, viene schierato in qualche occasione nell'inusuale posizione di mezzala destra, con buoni risultati.

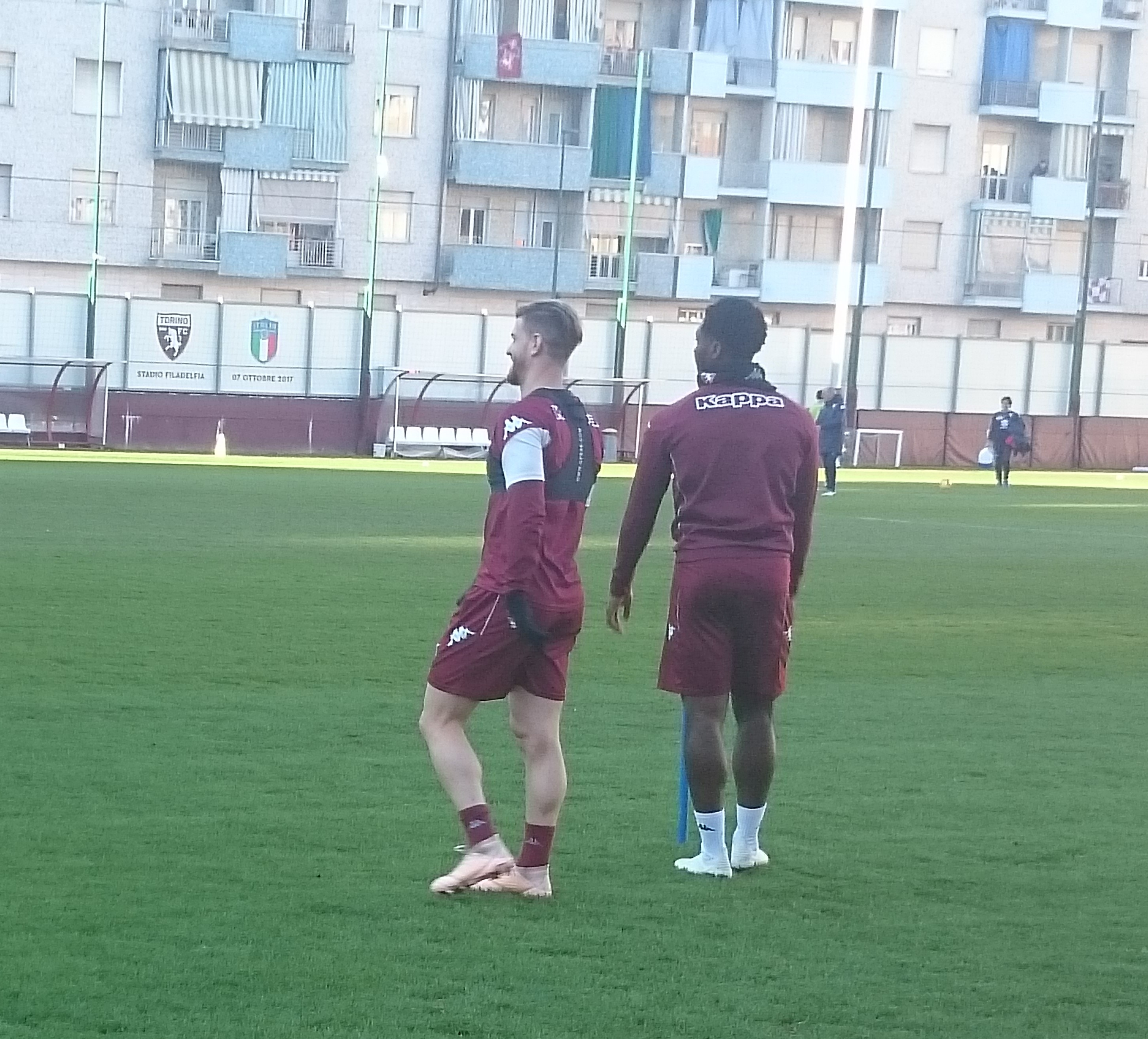
Ansaldi e Aina durante un allenamento con il Torino nel 2019

Segna il suo primo gol in Serie A il 31 marzo 2018, nella vittoria esterna per 4-0 col Cagliari. Il 10 marzo 2019 arriva a 40 presenze e viene riscattato dal Torino. Il 15 dicembre segna la sua prima doppietta in serie A nella partita in casa del Verona, finita poi 3-3.. Termina la stagione 2018/2019 con 25 presenze e 3 goal.
Nella stagione 2019/2020, al netto di qualche infortunio, collezionerà 32 presenze tra Serie A e UEFA Europa League segnando 5 goal (di cui 1 nella competizione Europea). Le ottime prestazioni dell’argentino portano la società a rinnovargli il contratto per un'altra stagione. 
Durante la stagione 2020/2021, pur essendo particolarmente travagliata per il Torino (che si salverà per il rotto della cuffia), si confermerà come uno degli elementi migliori della rosa collezionando 31 presenze e 1 goal. Il 30 giugno 2021, Ansaldi raggiunge un accordo con la società che gli prolunga così il contratto per un’ulteriore stagione.
Il 21 maggio 2022, il giorno dopo aver giocato l'ultima partita di campionato contro la Roma (persa per 3-0), Ansaldi ha annunciato che non avrebbe rinnovato il proprio contratto con il Torino, salutando così i granata dopo cinque stagioni e un totale di 135 presenze e 10 reti.

#### Parma
Il 19 agosto 2022, dopo essere rimasto svincolato dal Torino, si trasferisce a parametro zero al Parma, firmando un contratto annuale con gli emiliani. Esordisce con i ducali ed in serie B il 28 agosto successivo, nel successo per 1-0 sul Cosenza, rilevando Dennis Man nella ripresa. Il 24 febbraio 2023 segna la sua prima rete, nel successo per 4-3 in casa del Frosinone. Il 3 luglio successivo rinnova per un'altra annata il suo contratto con i ducali. Il 15 ottobre 2024 annuncia il suo ritiro dal calcio professionistico.

### Nazionale
Il debutto di Ansaldi con la nazionale argentina avviene il 14 novembre 2009 in amichevole contro la Spagna. Nel novembre 2017 dopo tre anni dall'ultima partita, torna in nazionale venendo convocato dal C.T. Jorge Sampaoli, per le due partite amichevoli in programma l'11 e 14 novembre, rispettivamente contro Russia e Nigeria. Il giocatore viene poi convocato per disputare con la compagine albiceleste i Mondiali di Russia 2018, senza tuttavia scendere in campo.

## Statistiche

### Presenze e reti nei club
Statistiche aggiornate al 10 maggio 2024.
| Stagione                 | Squadra                  | Campionato               | Campionato | Campionato | Coppe nazionali | Coppe nazionali | Coppe nazionali | Coppe continentali | Coppe continentali | Coppe continentali | Altre coppe | Altre coppe | Altre coppe | Totale | Totale |
| Stagione                 | Squadra                  | Comp                     | Pres       | Reti       | Comp            | Pres            | Reti            | Comp               | Pres               | Reti               | Comp        | Pres        | Reti        | Pres   | Reti   |
| ------------------------ | ------------------------ | ------------------------ | ---------- | ---------- | --------------- | --------------- | --------------- | ------------------ | ------------------ | ------------------ | ----------- | ----------- | ----------- | ------ | ------ |
| 2006-2007                | Newell's Old Boys        | PD                       | 10         | 2          | -               | -               | -               | -                  | -                  | -                  | -           | -           | -           | 10     | 2      |
| 2007-gen. 2008           | Newell's Old Boys        | PD                       | 12         | 0          | -               | -               | -               | -                  | -                  | -                  | -           | -           | -           | 12     | 0      |
| Totale Newell's Old Boys | Totale Newell's Old Boys | Totale Newell's Old Boys | 22         | 2          |                 | -               | -               |                    | -                  | -                  |             | -           | -           | 22     | 2      |
| 2008                     | Rubin                    | PL                       | 27         | 1          | KR              | 3               | 0               | -                  | -                  | -                  | -           | -           | -           | 30     | 1      |
| 2009                     | Rubin                    | PL                       | 25         | 1          | KR              | 0               | 0               | UCL+UEL            | 5+4                | 0                  | SR          | 0           | 0           | 34     | 1      |
| 2010                     | Rubin                    | PL                       | 20         | 0          | KR              | 0               | 0               | UCL+UEL            | 6+2                | 0+1                | SR          | 1           | 0           | 29     | 1      |
| 2011-2012                | Rubin                    | PL                       | 27         | 0          | KR              | 3               | 0               | UCL+UEL            | 1+5                | 0                  | -           | -           | -           | 36     | 0      |
| 2012-2013                | Rubin                    | PL                       | 25         | 0          | KR              | 0               | 0               | UEL                | 9                  | 0                  | SR          | 1           | 0           | 35     | 0      |
| ago. 2013                | Rubin                    | PL                       | 4          | 0          | KR              | 0               | 0               | UEL                | 2                  | 0                  | -           | -           | -           | 6      | 0      |
| Totale Rubin Kazan'      | Totale Rubin Kazan'      | Totale Rubin Kazan'      | 128        | 2          |                 | 6               | 0               |                    | 34                 | 1                  |             | 2           | 0           | 170    | 3      |
| 2013-2014                | Zenit San Pietroburgo    | PL                       | 9          | 1          | KR              | 0               | 0               | UCL                | 4                  | 0                  | SR          | -           | -           | 13     | 1      |
| 2014-2015                | Atlético Madrid          | PD                       | 7          | 0          | CR              | 0               | 0               | UCL                | 3                  | 0                  | SS          | 1           | 0           | 11     | 0      |
| ago. 2015                | Zenit San Pietroburgo    | PL                       | 0          | 0          | KR              | 0               | 0               | UCL                | 0                  | 0                  | SR          | 1           | 0           | 1      | 0      |
| Totale Zenit             | Totale Zenit             | Totale Zenit             | 9          | 1          |                 | 0               | 0               |                    | 4                  | 0                  |             | 1           | 0           | 14     | 1      |
| 2015-2016                | Genoa                    | A                        | 24         | 0          | CI              | 1               | 0               | -                  | -                  | -                  | -           | -           | -           | 25     | 0      |
| 2016-2017                | Inter                    | A                        | 21         | 0          | CI              | 2               | 0               | UEL                | 3                  | 0                  | -           | -           | -           | 26     | 0      |
| 2017-2018                | Torino                   | A                        | 25         | 1          | CI              | 0               | 0               | -                  | -                  | -                  | -           | -           | -           | 25     | 1      |
| 2018-2019                | Torino                   | A                        | 24         | 3          | CI              | 0               | 0               | -                  | -                  | -                  | -           | -           | -           | 24     | 3      |
| 2019-2020                | Torino                   | A                        | 27         | 4          | CI              | 0               | 0               | UEL                | 5                  | 1                  | -           | -           | -           | 32     | 5      |
| 2020-2021                | Torino                   | A                        | 31         | 1          | CI              | 3               | 0               | -                  | -                  | -                  | -           | -           | -           | 34     | 1      |
| 2021-2022                | Torino                   | A                        | 19         | 0          | CI              | 1               | 0               | -                  | -                  | -                  | -           | -           | -           | 20     | 0      |
| Totale Torino            | Totale Torino            | Totale Torino            | 126        | 9          |                 | 4               | 0               |                    | 5                  | 1                  |             | -           | -           | 135    | 10     |
| 2022-2023                | Parma                    | B                        | 21         | 1          | CI              | 1               | 0               | -                  | -                  | -                  | -           | -           | -           | 22     | 1      |
| 2023-2024                | Parma                    | B                        | 16         | 0          | CI              | 1               | 0               | -                  | -                  | -                  | -           | -           | -           | 13     | 0      |
| Totale Parma             | Totale Parma             | Totale Parma             | 37         | 1          |                 | 2               | 0               |                    | -                  | -                  |             | -           | -           | 39     | 1      |
| Totale carriera          | Totale carriera          | Totale carriera          | 374        | 16         |                 | 14              | 0               |                    | 49                 | 2                  |             | 4           | 0           | 429    | 18     |

### Cronologia presenze e reti in nazionale
| Cronologia completa delle presenze e delle reti in nazionale ― Argentina | Cronologia completa delle presenze e delle reti in nazionale ― Argentina | Cronologia completa delle presenze e delle reti in nazionale ― Argentina | Cronologia completa delle presenze e delle reti in nazionale ― Argentina | Cronologia completa delle presenze e delle reti in nazionale ― Argentina | Cronologia completa delle presenze e delle reti in nazionale ― Argentina | Cronologia completa delle presenze e delle reti in nazionale ― Argentina | Cronologia completa delle presenze e delle reti in nazionale ― Argentina |
| Data                                                                     | Città                                                                    | In casa                                                                  | Risultato                                                                | Ospiti                                                                   | Competizione                                                             | Reti                                                                     | Note                                                                     |
| ------------------------------------------------------------------------ | ------------------------------------------------------------------------ | ------------------------------------------------------------------------ | ------------------------------------------------------------------------ | ------------------------------------------------------------------------ | ------------------------------------------------------------------------ | ------------------------------------------------------------------------ | ------------------------------------------------------------------------ |
| 14-11-2009                                                               | Madrid                                                                   | Spagna                                                                   | 2 – 1                                                                    | Argentina                                                                | Amichevole                                                               | -                                                                        | 41’                                                                      |
| 5-6-2011                                                                 | Varsavia                                                                 | Polonia                                                                  | 2 – 1                                                                    | Argentina                                                                | Amichevole                                                               | -                                                                        |                                                                          |
| 6-2-2013                                                                 | Solna                                                                    | Svezia                                                                   | 2 – 3                                                                    | Argentina                                                                | Amichevole                                                               | -                                                                        | 60’                                                                      |
| 12-11-2014                                                               | Londra                                                                   | Argentina                                                                | 2 – 1                                                                    | Croazia                                                                  | Amichevole                                                               | 1                                                                        | 77’                                                                      |
| 18-11-2014                                                               | Manchester                                                               | Argentina                                                                | 0 – 1                                                                    | Portogallo                                                               | Amichevole                                                               | -                                                                        | 30’ 73’                                                                  |
| Totale                                                                   |                                                                          | Presenze                                                                 | 5                                                                        |                                                                          | Reti                                                                     | 1                                                                        |                                                                          |

## Palmarès

### Club

#### Competizioni nazionali
- Campionato russo: 2

Rubin Kazan': 2008, 2009
- Coppa di Russia: 1

Rubin Kazan': 2011-2012
- Supercoppa di Russia: 3

Rubin Kazan': 2010, 2012
Zenit: 2015
- Supercoppa di Spagna: 1

Atlético Madrid: 2014
- Campionato italiano di Serie B: 1

Parma: 2023-2024